# Drew Nicholas
Andrew Lawrence "Drew" Nicholas  (Hempstead, Nueva York, 17 de mayo de 1981)  es un exjugador de baloncesto estadounidense. Con 1.91 de estatura, jugaba en la posición de escolta. Desarrolló toda su carrera como profesional en diversos países de Europa.

## Trayectoria

### Clubes
| Club                 | País    | Año         |
| -------------------- | ------- | ----------- |
| Fabriano Basket      | Italia  | 2003 - 2004 |
| Basket Livorno       | Italia  | 2004 - 2005 |
| Tau Cerámica         | España  | 2005        |
| Benetton Treviso     | Italia  | 2005 - 2006 |
| Efes Pilsen Estambul | Turquía | 2006 - 2008 |
| Panathinaikos BC     | Grecia  | 2008 - 2011 |
| Olimpia Milano       | Italia  | 2011 - 2012 |
| CSKA Moscú           | Rusia   | 2012        |

## Palmarés
- 2001-02 NCAA. University of Maryland.
- 2005–06 LEGA. Benetton Treviso.
- 2008-09 y 2010-11 Euroliga. Panathinaikos BC
- 2009, 2010 y 2011 A1 Ethniki Panathinaikos BC
- 2008-09 Copa de baloncesto de Grecia Panathinaikos BC